# Operación Libertad Duradera-Filipinas
La Operación Libertad Duradera-Filipinas (OEF-P) es parte de la Operación Libertad Duradera y de la Guerra contra el Terrorismo de los Estados Unidos. Cerca de 350 personal de operaciones especiales del Ejército, la Marina y la Fuerza Aérea están trabajando con soldados filipinos en el Archipiélago de Sulu. Otros 750 soldados de Estados Unidos están prestando apoyo logístico desde la sede en Zamboanga, en la isla de Mindanao. 
El despliegue comenzó en enero de 2002 y participan más de 1200 miembros del Comando de Operaciones Especiales de los Estados Unidos, Pacífico (SOCPAC), encabezada por Brig. Gen Donny Wurster. El despliegue del SOCPAC se unió al del grupo de tareas conjunto HQ, Joint Task Force 510 (GTC 510), dirigiendo y llevando a cabo la operación. 
La misión es asesorar a las Fuerzas Armadas de Filipinas en la lucha contra el terrorismo en Filipinas. Gran parte de la misión (Ejercicio Balikatan 02-1) se llevó a cabo en la isla de Basilan, un bastión de Abu Sayyaf. La misión no debe confundirse con Balikatan 02-2, que tuvo lugar de abril de 2002 y fue meramente un ejercicio de adiestramiento. El Ejército de los Estados Unidos estima que el número de miembros del grupo de Abu Sayyaf en la isla de Basilan ha disminuido a aproximadamente 80 de unos 700 o más. 
Dentro de la OLD-Filipinas estaba otro proyecto llamado Operación Sonrisas, un amplio programa para proporcionar atención médica a la población civil local de Basilan, donde los combates se han producido. Operación Sonrisas incluía personal del Gobierno de Filipinas, así como de las Fuerzas Armadas de Filipinas (AFP), JTF 510 y organizaciones no gubernamentales. Entre los resultados de esta operación se encuentran la creación de 14 escuelas, siete clínicas, tres hospitales y más de 20 pozos de agua dulce. Desde el comienzo del proyecto se ha proporcionado atención y asistencia a una cifra estimada de 18000 filipinos.
En 2005 y 2006 la reanudación de los combates entre las fuerzas gubernamentales y la guerrilla de Abu Sayyaf, aliado con el Nuevo Ejército del Pueblo (NPA) golpeó el sur de Filipinas. A finales de 2006 él se estima que el NEP tiene 7000 combatientes mientras que los de Abu Sayyaf son 2000.